# Glomus spinosum
Glomus spinosum är en svampart som beskrevs av H.T. Hu 2002. Glomus spinosum ingår i släktet Glomus och familjen Glomeraceae.   Inga underarter finns listade i Catalogue of Life.